# Атланта (аеропорт)
Міжнаро́дний аеропо́рт і́мені Га́ртсфілда-Дже́ксона в Атла́нті (англ. Hartsfield–Jackson Atlanta International Airport, IATA: ATL, ICAO: KATL, FAA: ATL), також відомий як аеропорт «Атланта», аеропорт Гартсфілда. Знаходиться за 11 км на південь від ділового центру м. Атланта, штат Джорджія, США. 
Це найбільший у світі аеропорт за кількістю пасажирів та за кількістю злетів-посадок. 
Аеропорт є головним хабом Delta Air Lines, AirTran Airways, Shuttle America під прапором Delta Connection, а також партнера Delta Connection Atlantic Southeast Airlines; хаб авіакомпанії Delta є найбільшим у світі хабом. 
Delta Air Lines перевезли 69.49 % пасажирів аеропорту у березні 2013 — лютому 2014 року, AirTran — 11.17 %, а ExpressJet — 10.29 %%. Всього 80, 303 млн пасажирів. За даними на 2017 рік пасажирообіг аеропорт за рік становить майже 104 мільйони осіб.
У з 2000 по 2017 рік аеропорт був і є найбільшим у світі за кількістю пасажирів (понад 104 мільйони у 2017 році) та кількістю злетів-посадок (883,680 за 2017 рік). Велика частина рейсів — внутрішні, вони везуть пасажирів з різних аеропортів США з пересадкою на рейси в інші міста південних штатів США.
Міжнародний аеропорт Гартсфілда-Джексона обслуговує міжнародні рейси в Північну Америку, Південну Америку, Центральну Америку, Європу, Азію та Африку. Як міжнародні ворота США Гартсфілд-Джексон займає сьоме місце, перше належить Міжнародному аеропорту імені Джона Кеннеді в Нью-Йорку. Тим не менше, кількість міжнародних рейсів в аеропорту збільшується. У 2011 році Аеропорт Атланти перевіз на 8,83 % міжнародних пасажирів більше, ніж у попередньому році. Всього послугами аеропорту в 2011 році скористалися 9,5 млн міжнародних пасажирів.
Аеропорт розташований частково в межах міста Коледж Парк, який розташований на південь від Атланти, однак більша його частина розташована на територіях округів Фултон та Клейтон, які не входять до складу населених пунктів; також територія аеропорту лежить на землях міст Атланта, Іст Поїнт та Хейпвіль. Потрапити в аеропорт можна за допомогою транспортної системи MARTA.

## Історія
Історія аеропорту Гартсфілда-Джексона почалася з укладання п'ятирічного договору оренди ділянки площею 116 га, де раніше розташовувався занедбаний автодром. Договір оренди був підписаний 16 квітня 1925 мером Уолтером Сімсом, який придбав ділянку в інтересах міста для будівництва аеродрому. Відповідно до Угоди ділянку було перейменовано в Кендлер Філд на ім'я його колишнього власника, засновника компанії Coca-Cola і колишнього мера Атланти Аси Кендлера. Перший політ на Кендлер Філд 15 вересня 1926 року здійснив поштовий літак авіакомпанії Florida Airways, який прилетів з Джексонвілла. У травні 1928 року авіакомпанія Pitcairn Aviation почала виробляти регулярні рейси в Атланту, а в червні 1930 року до неї приєдналася Delta Air Service. Пізніше ці дві авіакомпанії, широко відомі тепер Eastern Air Lines і Delta Air Lines, стали використовувати аеропорт Атланти як їхній головний хаб.
Перший командно-диспетчерський пункт в Кендлер Філд був відкритий у березні 1939 року, а в жовтні 1940 року уряд США оголосив про створення тут авіабази. Під час Другої світової війни площа аеропорту подвоїлася і на ньому було встановлено національний і світовий рекорд — 1700 злетів і посадок на добу, що зробило його найбільш завантаженим аеропортом США по числу злетів-посадок.
У 1946 році Кендлер Філд був перейменований в Муніципальний аеропорт Атланти. За 1948 рік через ангар періоду Другої світової війни, який служив у той час будівлею терміналу, було пропущено понад один мільйон пасажирів. 1 червня 1956 року рейс Eastern Airlines в Монреаль (Канада) став першим міжнародним рейсом з Атланти. У 1957 році Атланта прийняла перший реактивний літак: Sud Aviation Caravelle з Вашингтона, а в тому ж самому році був побудований новий термінал, завдяки якому вдалося зменшити скупчення пасажирів. До цього моменту Атланта вже була найбільш завантаженим аеропортом в країні з пасажирообігом понад два мільйони пасажирів на рік, і в підсумку стала найбільш завантаженим аеропортом світу.
3 травня 1961 року в аеропорту було відкрито новий термінал вартістю 21 млн доларів. Найбільший в країні, він був здатний прийняти понад шість мільйонів пасажирів на рік. Однак уже в перший рік експлуатації цей новий термінал виявився перевантажений майже вдвічі, коли прийняв 9,5 млн чоловік. У 1967 році влада Атланти і авіакомпанії почали роботу над перспективним генеральним планом розвитку Муніципального аеропорту Атланти.
Його будівництво було розпочато на основі вже існуючого терміналу в січні 1977 року при адміністрації мера Мейнарда Джексона. Це був найбільший будівельний проект в південних штатах США, його вартість склала 500 млн дол. Названий на честь колишнього мера Атланти Вільяма Беррі Гартсфілда, який надзвичайно багато зробив для розвитку авіаперевезень, Міжнародний аеропорт Атланти імені Вільяма Б. Гартсфілда був відкритий 21 вересня 1980 року вчасно і в межах виділеного бюджету. Новий комплекс аеропорту був розрахований на обслуговування до 55 мільйонів пасажирів на рік і зайняв площу в 230 000 кв. м. У грудні 1984 року було завершено будівництво четвертої паралельної злітно-посадкової смуги, а ще одна злітно-посадкова смуга була подовжена до 3,6 км в наступному році.
У травні 2001 року почалося будівництво п'ятої злітно-посадкової смуги довжиною 2700 м (10-28). Її будівництво завершилося 27 травня 2006 року, і вона стала першою злітно-посадковою смугою, побудованою після 1984 року. Ця ВПП проходить через посилений міст над шосе 285 в південній частині аеропорту. В результаті її будівництва були знесені житлові будівлі та кладовища. Нова злітно-посадкова смуга приймає повітряні судна середнього і малого розміру, що дозволяє розвантажити великі злітно-посадочні смуги для прийманню великих літаків, таких як Boeing 777. Після відкриття п'ятої злітно-посадкової смуги аеропорт став одним з небагатьох аеропортів, здатних забезпечити безпечну посадку трьох літаків одночасно. П'ята злітно-посадкова смуга збільшила можливості аеропорту по прийманню літаків на 40 %, в середньому з 184 рейсів на годину до 237.
Крім п'ятої злітно-посадкової смуги був також побудований новий командно-диспетчерський пункт для того, щоб можна було контролювати всю довжину злітно-посадкових смуг. Новий командно-диспетчерський пункт — найвищий командно-диспетчерський пункт аеропорту в Сполучених Штатах, з висотою 121 м. Стара вежа командно-диспетчерського пункту висотою 78 метрів була демонтована 5 серпня 2006 року.
20 жовтня 2003 міська рада Атланти проголосувала за зміну назви на Міжнародний аеропорт Атланта імені Гартсфілда-Джексона, на честь колишнього мера Мейнарда Джексона, першого мера Атланти-афроамериканця, який помер 23 червня 2003 року. Рада спочатку планувала перейменувати аеропорт виключно в честь Джексона, але протести громадськості, особливо нащадків мера Гартсфілда, привели до компромісного рішення.
У квітні 2007 була відкрита окружна рульова доріжка. Вона дозволяє економити на паливі від 26 до 30 млн дол. на рік, забезпечуючи зручне наземне маневрування літаків, які приземляються на північну злітно-посадкову смугу. Ці повітряні судна можуть тепер підрулювати до телескопічних виходів з терміналів, не створюючи перешкод літакам, що злітають і сідають. Розв'язка рульової доріжки спроектована так, що проходить нижче злітно-посадкової смуги на 9,1 м, що дозволяє не припиняти злети.
В аеропорту сьогодні працює близько 55 300 співробітників авіакомпаній, працівників наземного транспорту, концесіонерів, служби безпеки, федерального уряду, міських служб Атланти і орендарів і аеропорт вважається найбільшим роботодавцем штату Джорджія.

## Термінали

### Розташування
Площа терміналу і залів міжнародного аеропорту Гартсфілда-Джексона становить близько 0,63 км². В аеропорту два термінали, де пасажири здають і отримують багаж, — термінал для внутрішніх рейсів і термінал для міжнародних рейсів імені Мейнарда Джексона. Термінал для внутрішніх рейсів знаходиться в західній частині аеропорту. Термінал для міжнародних рейсів імені Мейнарда Джексона розташований у східній стороні аеропорту і має у своєму складі митні та імміграційні служби для пасажирів міжнародних рейсів.
Два термінала є частинами одного великого будинку. На території будівлі, між терміналами, знаходяться атріум (велика відкрита площа з лавками, різними орендарями і банком), головний контрольно-пропускний пункт, агентства по оренді автомобілів і станція поїздів MARTA (Metropolitan Atlanta Rapid Transit Authority).
Сім будівель Залів, паралельних один одному, служать для посадки пасажирів на борт. Перший зал безпосередньо пов'язаний з головним терміналом, він відомий як Зал T (від Terminal). Решта шість залів знаходяться на деякій відстані від терміналу і носять назви Залів A, B, C, D, E і F. Зали A-D і Т використовуються для внутрішніх рейсів, в той час як Зали E і F використовуються для міжнародних рейсів. Зал F безпосередньо пов'язаний з міжнародним терміналом. Зал E має окремий прохід до міжнародного терміналу. Зал E, який був відкритий в 1994 році до Літніх Олімпійських ігор 1996 року як міжнародний термінал. Зал F та Міжнародний Термінал були відкриті у 2012 році. Всі Зали пов'язані між собою підземним транспортним коридором, який починається в головному терміналі і проходить під центром кожного із залів.

### Термінал для внутрішніх рейсів
Термінал розділений на дві частини, де пасажири здають і отримують багаж, Північний Термінал і Південний Термінал. Два термінали є частинами одного великого будинку. На території будівлі, між терміналами, знаходяться Атріум, що являє собою велику, відкриту зону відпочинку де розташовані концесіонери, банк, конференц-зали, міжконфесійна каплиця та офіси на верхніх поверхах з головним контрольно-пропускним пунктом, агентства по здачі машин в оренду і станція поїздів MARTA (Metropolitan Atlanta Rapid Transit Authority).
Південний Термінал повністю орендує авіакомпанія Delta Air Lines; всі інші місцеві авіакомпанії, що виконують рейси з Атланти, в тому числі другий за величиною перевізник аеропорту, Southwest Airlines, розташовані в Північному Терміналі. Більшість внутрішніх рейсів прибувають і відправляються в Залах T, A, B, C або D. Деякі внутрішні рейси відправляються із Залів E та F, коли гейти в Залах Т або А-D не доступні, або коли повітряне судно прибуває міжнародним рейсом і продовжує політ, як внутрішній рейс.

### Термінал для міжнародних рейсів
Всі міжнародні рейси прибувають і вилітають з Терміналу для міжнародних рейсів імені Мейнарда Джексона, або Залів Е та F. Зал F і новий міжнародний термінал були відкриті 16 травня 2012 року, в той час як Зал E був відкритий у вересні 1994 року, напередодні літніх Олімпійських ігор 1996 року.

### Система перевезень
На додаток до підземного переходу, який складається з серії траволаторов, що з'єднують Зали, існує автоматизована система перевезень пасажирів. Маршрут цієї системи починається в головному терміналі після проходження служби безпеки, після чого зупиняється на станціях в кожному з шести Залів. Крім того, є станція в багажному відділенні, яка знаходиться безпосередньо під головним терміналом. Це найбільш завантажена в світі автоматизована система перевезень пасажирів, в 2002 році вона перевезла 64 млн пасажирів.

### Станція MARTA
Аеропорт Гартсфілда-Джексона також має власну станцію метрополітену (MARTA Метрополітен Атланти). Надземна станція знаходиться в головній будівлі, між Північним і Південним терміналами, в західній частині. Станція Аеропорт — найпівденніша станція системи MARTA.

## Авіалінії та напрямки

### Пасажирські
| Авіакомпанія       | Пункт призначення | Refs          |
| ------------------ | --- | ------------- |
| Aeroméxico Connect | Guadalajara, León/Del Bajío, Querétaro | [ 5 ]         |
| Air Canada Express | Toronto–Pearson | [ 6 ]         |
| Air Choice One     | Jackson (TN) | [ 7 ]         |
| Air France         | Paris–Charles de Gaulle Seasonal: Пуанта-а-Пітр | [ 8 ]         |
| Alaska Airlines    | Seattle/Tacoma Seasonal: Portland (OR) | [ 9 ]         |
| American Airlines  | Charlotte, Chicago–O'Hare, Dallas/Fort Worth, Los Angeles, Miami, New York–LaGuardia, Philadelphia, Phoenix–Sky Harbor | [ 10 ]        |
| American Eagle     | Charlotte, Chicago–O'Hare, Miami, New York–LaGuardia, Washington–National | [ 10 ]        |
| Boutique Air       | Muscle Shoals | [ 11 ]        |
| British Airways    | London–Heathrow | [ 12 ]        |
| Delta Air Lines    | Akron/Canton, Albany (NY), Albuquerque, Allentown, Amsterdam, Appleton, Аруба, Asheville, Augusta (GA), Austin, Балтимор, Baton Rouge, Belize City, Бермуда, Міжнародний аеропорт Бірмінгем-Шаттлсуорт, Богота, Bonaire, Boston, Брюссель, Buenos Aires–Ezeiza, Буффало, Канкун, Cartagena, Cedar Rapids/Iowa City (IA), Charleston (SC), Charleston (WV), Charlotte, Charlottesville, Chattanooga, Чикаго-Мідвей, Chicago–O'Hare, Цинциннаті, Cleveland, Колорадо-Спрінгс, Columbia (SC), Columbus–Glenn, Cozumel, Dallas–Love, Dallas/Fort Worth, Dayton, Daytona Beach, Denver, Des Moines, Detroit, Дюссельдорф, El Paso, Evansville, Fayetteville/Bentonville, Fayetteville (NC), Flint, Fort Lauderdale, Fort Myers, Fort Walton Beach, Frankfurt, Gainesville, George Town/Great Exuma Island, Grand Cayman, Grand Rapids, Greensboro, Greenville/Spartanburg, Guadalajara, Гватемала, Gulfport/Biloxi, Harrisburg, Hartford, Havana, Гонолулу, Houston–Hobby, Х'юстон-Інтерконтінентал, Хантсвілль, Indianapolis, Jackson (MS), Jacksonville (FL), Johannesburg–O. R. Tambo, Kansas City, Key West, Кінгстон-Норман-Манлі, Knoxville, Lafayette (LA), Лагос, Las Vegas, Lexington, Liberia (CR), Lima, Little Rock, London–Heathrow, Los Angeles, Луїсвілл, Madison, Мадрид, Managua, Manchester (NH), Melbourne (FL), Мемфіс, Mexico City, Miami, Milwaukee, Minneapolis/St. Paul, Mobile, Montego Bay, Monterrey, Munich, Nashville, Nassau, Newark, Новий Орлеан, Newport News, New York–JFK, New York–LaGuardia, Norfolk, Oklahoma City, Omaha, Округ Орандж, Orlando, Panama City (FL), Panama City–Tocumen, Paris–Charles de Gaulle, Pensacola, Philadelphia, Phoenix–Sky Harbor, Pittsburgh, Port-au-Prince, Portland (ME), Portland (OR), Providence, Providenciales, Пуерто-Валларта, Punta Cana, Кіто, Raleigh/Durham, Richmond, Ріо-де-Жанейро-Галеан, Roanoke, Roatán, Rochester (NY), Рим-Ф'юмічіно, Sacramento, Сент-Луїс, St. Lucia, St. Maarten, St. Thomas, Salt Lake City, San Antonio, San Diego, San Francisco, Сан-Хосе (Каліфорнія), Сан-Хосе (Коста-Ріка), San José del Cabo, San Juan, Сан-Педро-Сула, San Salvador, Саньтьяго-де-Чилі, Santiago de los Caballeros, Санто-Домінго-Лас-Амерікас, Сан-Паулу-Гуарульюс, Sarasota, Savannah, Seattle/Tacoma, Seoul–Incheon, Shanghai–Pudong, Shreveport, Springfield/Branson, Штутгарт, Syracuse, Tallahassee, Tampa, Tegucigalpa, Tokyo–Narita, Toronto–Pearson, Tri-Cities (TN), Tucson, Tulsa, Washington–Dulles, Washington–National, West Palm Beach, White Plains, Wichita, Wilkes-Barre/Scranton, Wilmington (NC) Seasonal: Anchorage, Antigua, Барселона, Bozeman, Дублін, Eagle/Vail, Green Bay, Grenada, Hayden/Steamboat Springs, Jackson Hole, Kalispell, Лісабон, Мілан-Мальпенса, Missoula, Монреаль–Трюдо, Montrose, Myrtle Beach, Oakland, Palm Springs (begins December 20, 2018), Ріно-Тахо, South Bend, St. Croix, St. Kitts, Vancouver, Венеція-Тессера, Цюрих | [ 14 ]        |
| Delta Connection   | Akron/Canton, Albany (GA), Alexandria, Allentown, Appleton, Asheville, Augusta (GA), Baton Rouge, Bloomington/Normal, Brunswick, Burlington (VT), Cedar Rapids/Iowa City, Charleston (WV), Charlottesville, Chattanooga, Columbia (SC), Columbus (GA), Columbus (MS), Dothan, Evansville, Fayetteville/Bentonville, Fayetteville (NC), Fort Smith, Fort Walton Beach, Fort Wayne, Freeport, Gainesville, George Town/Great Exuma Island, Green Bay, Greensboro, Greenville/Spartanburg, Gulfport/Biloxi, Huntsville, Jackson (MS), Jacksonville (NC), Key West, Knoxville, Lafayette, Lexington, Lincoln, Madison, Mobile, Молайн-Квад-Сітіс, Monroe, Montgomery, Монреаль–Трюдо, Myrtle Beach, New Bern, Newport News, Omaha, Пеорія, Roanoke, Rochester (MN), Shreveport, Sioux Falls, South Bend, Springfield/Branson, Tallahassee, Tri-Cities (TN), Tulsa, Valdosta, White Plains, Wilmington (NC) Seasonal: Aspen, Elmira (NY), Fargo (ND), Marsh Harbour, Melbourne (FL), North Eleuthera, Rapid City, Traverse City | [ 14 ]        |
| Frontier Airlines  | Austin, Denver, Las Vegas, Los Angeles, Miami, Нью Йорк–Ла-Гуардія, Орландо, Salt Lake City, San Antonio, Сан-Хосе (Каліфорнія), San Juan, Trenton Seasonal: Цинциннаті, Колорадо-Спрінгс, Long Island/Islip, Portsmouth (NH) (begins December 6, 2018) , Sarasota (begins December 10, 2018) | [ 16 ] [ 17 ] |
| JetBlue Airways    | Boston, Fort Lauderdale, New York–JFK, Orlando | [ 18 ]        |
| KLM                | Amsterdam | [ 19 ]        |
| Korean Air         | Seoul–Incheon | [ 20 ]        |
| Lufthansa          | Frankfurt | [ 21 ]        |
| Qatar Airways      | Доха | [ 22 ]        |
| Southwest Airlines | Austin, Балтимор, Boston, Канкун, Чикаго-Мідвей, Cleveland, Columbus–Glenn, Dallas–Love, Denver, Detroit, Fort Lauderdale, Fort Myers, Greenville/Spartanburg, Houston–Hobby, Індіанаполіс, Jacksonville (FL), Kansas City, Las Vegas, Los Angeles, Milwaukee, Minneapolis/St. Paul, Nashville, Новий Орлеан, New York–LaGuardia, Oakland, Orlando, Philadelphia, Phoenix–Sky Harbor, Pittsburgh, Punta Cana, Raleigh/Durham, Richmond, Сент-Луїс, San Antonio, San Diego, Tampa, Washington–Dulles, Washington–National, West Palm Beach | [ 23 ]        |
| Spirit Airlines    | Балтимор, Boston, Chicago–O'Hare, Cleveland, Dallas/Fort Worth, Detroit, Fort Lauderdale, Х'юстон-Інтерконтінентал, Las Vegas, Los Angeles, Minneapolis/St. Paul, Newark, Новий Орлеан, Orlando, Philadelphia, Tampa Seasonal: Atlantic City | [ 24 ]        |
| Turkish Airlines   | Istanbul–Atatürk | [ 25 ]        |
| United Airlines    | Chicago–O'Hare, Denver, Х'юстон-Інтерконтінентал, Newark, San Francisco, Washington–Dulles | [ 26 ]        |
| United Express     | Chicago–O'Hare, Denver, Х'юстон-Інтерконтінентал, Newark, Washington–Dulles | [ 26 ]        |
| Vacation Express   | Seasonal charter: Канкун, Montego Bay, Punta Cana | [ 27 ]        |
| Virgin Atlantic    | London–Heathrow, Манчестер | [ 28 ]        |

### Вантажні

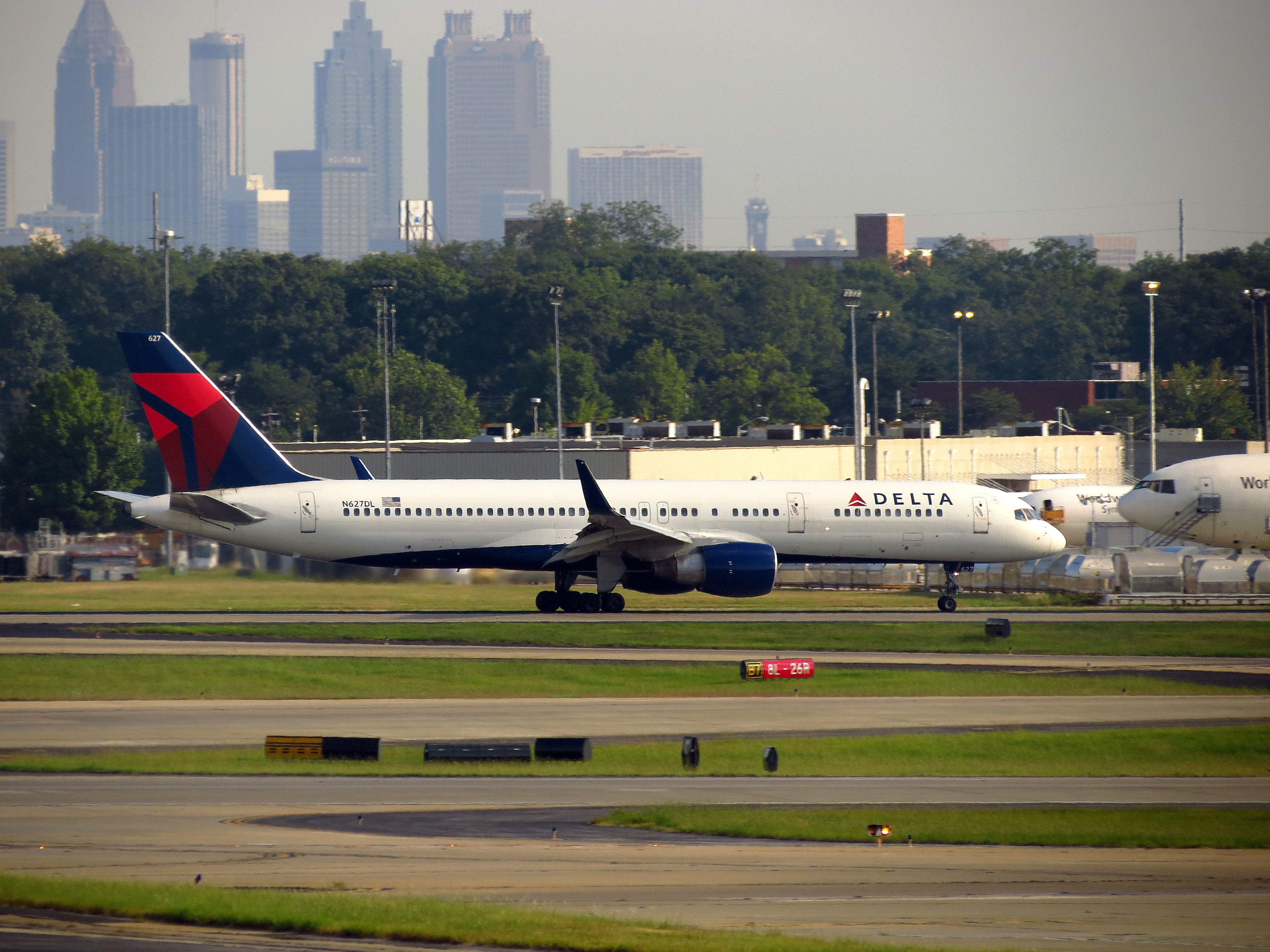
A Delta Boeing 757-200 with the Atlanta skyline in background.

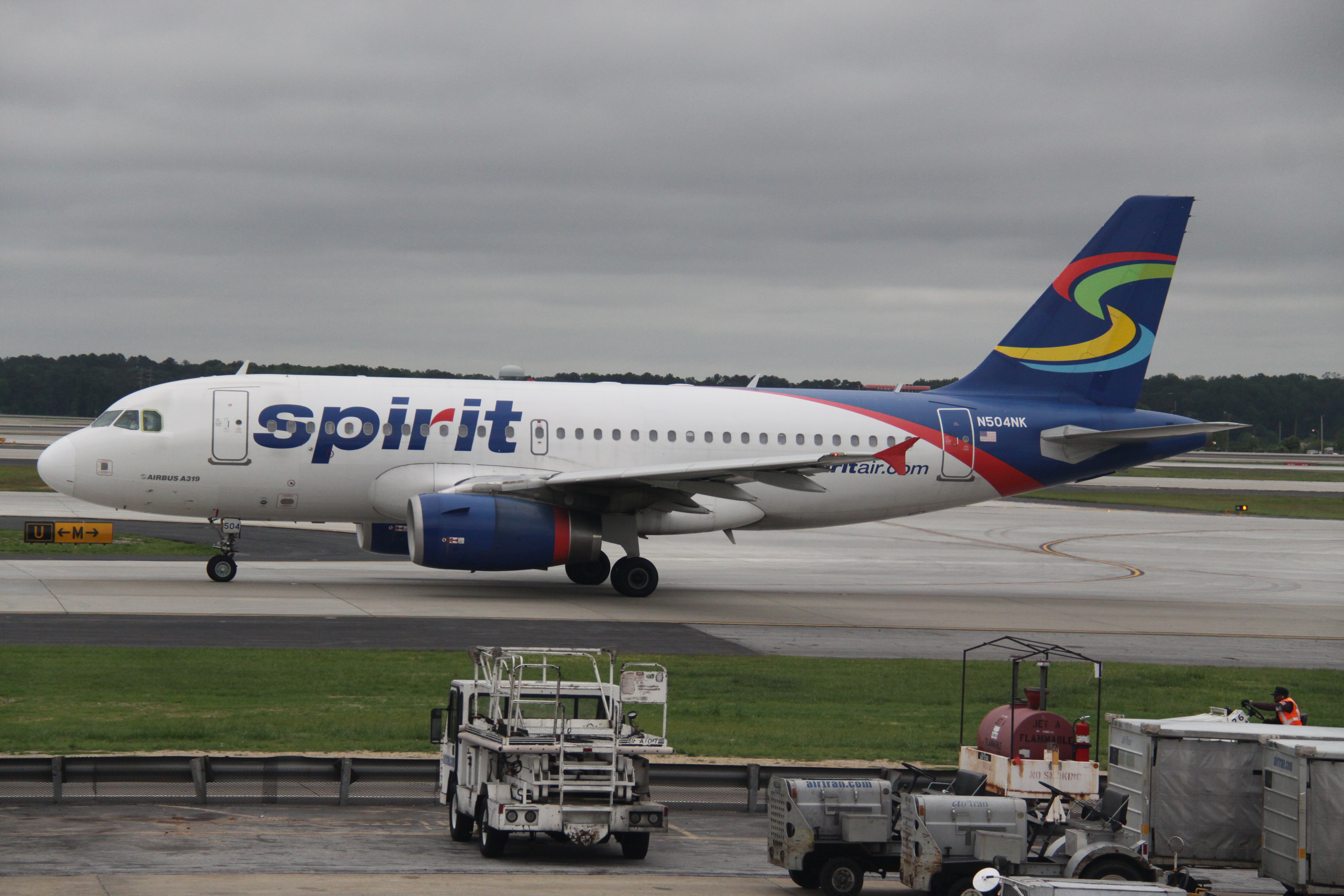
A Spirit Airlines Airbus A319 taxiing

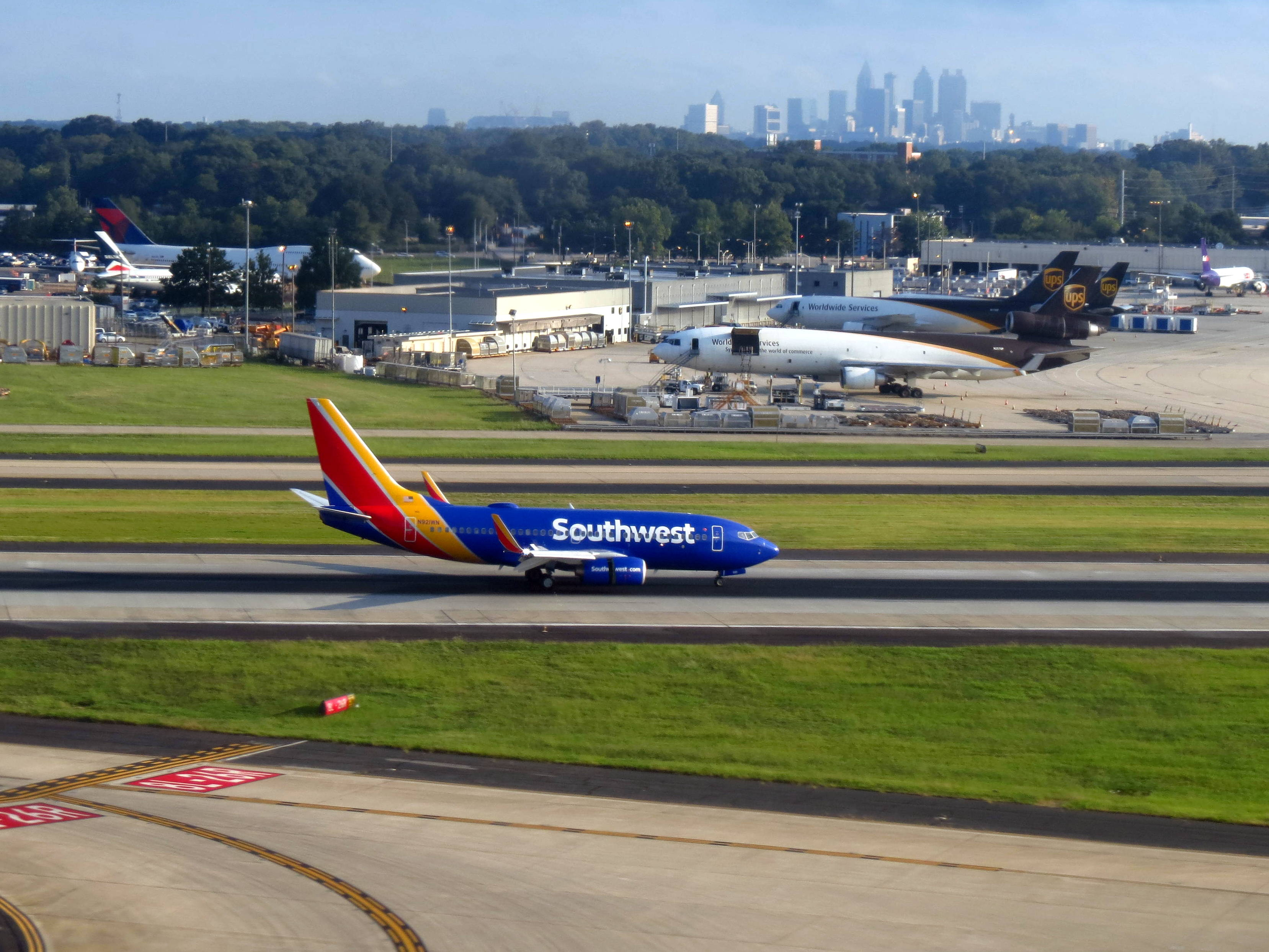
A Southwest Airlines Boeing 737-700 arriving on Runway 8L

| Авіакомпанія             | Пункт призначення                                                                                  |
| ------------------------ | -------------------------------------------------------------------------------------------------- |
| Aerologic                | Frankfurt                                                                                          |
| AirBridgeCargo Airlines  | Amsterdam, Москва–Шереметьєво                                                                      |
| Asiana Cargo             | Dallas/Fort Worth, Miami                                                                           |
| ASL Airlines Belgium     | Льєж                                                                                               |
| CAL Cargo Air Lines      | Льєж                                                                                               |
| CargoLogicAir            | Лондон-Станстед, Mexico City                                                                       |
| Cargolux                 | Chicago–O'Hare, Хантсвілль, Глазго-Прествік, Люксембург, Los Angeles, New York–JFK, Seattle/Tacoma |
| Cathay Pacific Cargo     | Anchorage, Dallas/Fort Worth, Hong Kong                                                            |
| China Airlines Cargo     | Anchorage, Dallas/Fort Worth, Miami, Тайвань-Таоюань                                               |
| China Cargo Airlines     | Anchorage, Chicago–O'Hare, Shanghai–Pudong                                                         |
| DHL Aviation             | Цинциннаті, Маямі                                                                                  |
| EVA Air Cargo            | Anchorage, Осака–Кансай, Тайвань-Таоюань                                                           |
| FedEx Express            | Fort Lauderdale, Fort Worth/Alliance, Greensboro, Індіанаполіс, Мемфіс, Miami, Newark              |
| Korean Air Cargo         | Anchorage, Chicago–O'Hare, Dallas/Fort Worth, Los Angeles, Miami, New York–JFK                     |
| Lufthansa Cargo          | Frankfurt, Манчестер                                                                               |
| Qatar Airways Cargo      | Anchorage, Доха, Х'юстон-Інтерконтінентал, Льєж, Люксембург, Мехіко, Pittsburgh                    |
| Singapore Airlines Cargo | Chicago–O'Hare, Los Angeles                                                                        |
| Turkish Airlines Cargo   | Стамбул–Ататюрк, Шеннон                                                                            |
| UPS Airlines             | Columbia (SC), Dallas/Fort Worth, Луїсвілл, Philadelphia, San Juan                                 |

## Статистика

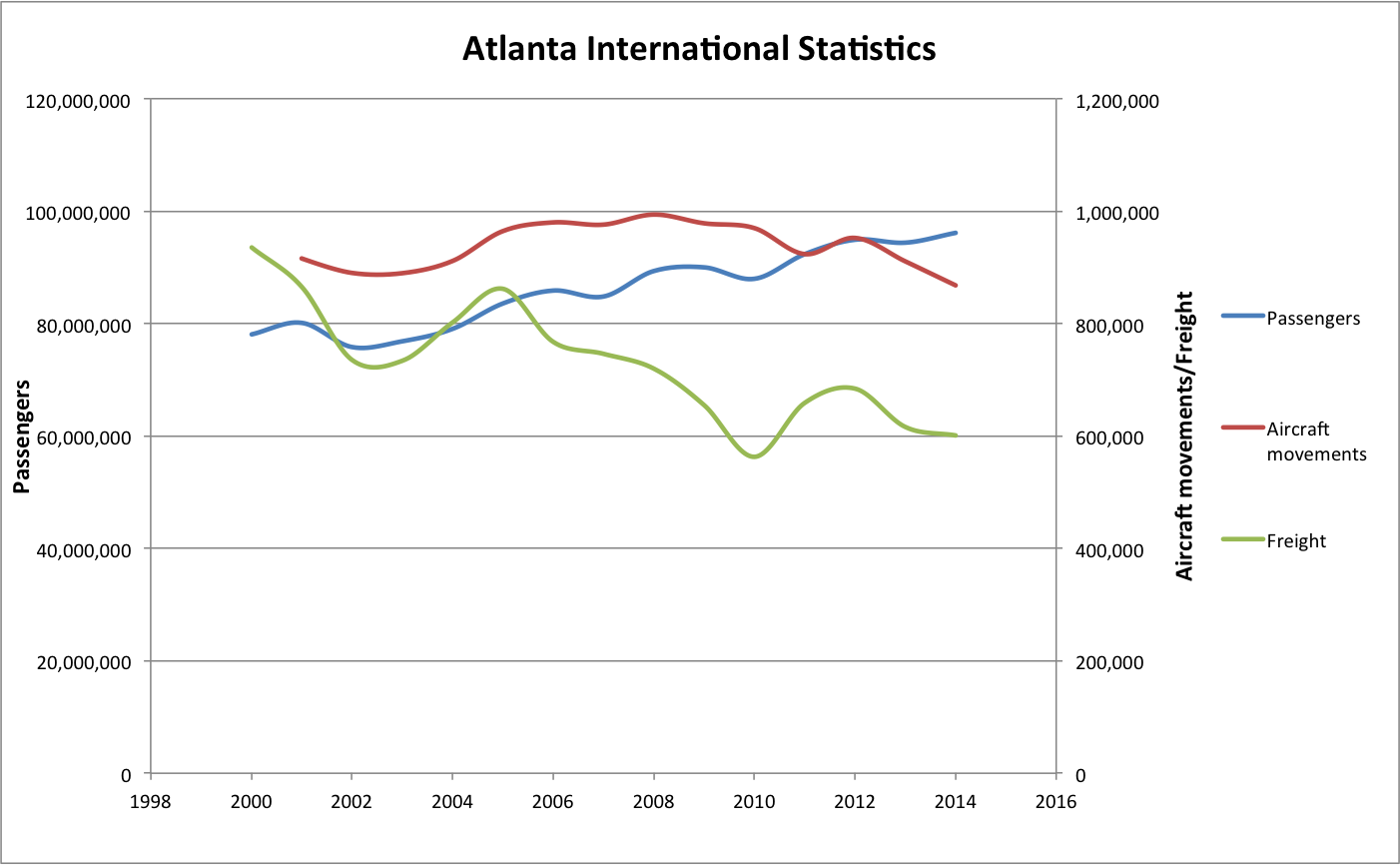
Статистика міжнародного аеропорту Гартсфілда-Джексона Атланта з 2000 по 2014 роки включаючи пасажирів, кількість рейсів і вантажів.

### Головні пункти призначення
| Місце | Аеропорт                          | Пасажири  | Перевізники                                  |
| ----- | --------------------------------- | --------- | -------------------------------------------- |
| 1     | Орландо, Флорида                  | 1,408,100 | Delta, Frontier, JetBlue, Southwest, Spirit  |
| 2     | Форт-Лодердейл, Флорида           | 1,210,550 | Delta, JetBlue, Southwest, Spirit            |
| 3     | Нью-Йорк-Ла-Гуардія, Нью-Йорк     | 1,184,630 | American, Delta, Frontier, Southwest         |
| 4     | Лос-Анджелес, Каліфорнія          | 1,114,970 | American, Delta, Frontier, Southwest, Spirit |
| 5     | Тампа, Флорида                    | 1,035,640 | Delta, Southwest, Spirit                     |
| 6     | Бостон, Массачусетс               | 968,850   | Delta, JetBlue, Southwest, Spirit            |
| 7     | Даллас — Форт-Верт, Техас         | 889,290   | American, Delta, Spirit                      |
| 8     | Чикаго-О'Хара, Іллінойс           | 885,040   | American, Delta, Spirit, United              |
| 9     | Вашингтон-Національний, Вірджинія | 867,950   | American, Delta, Southwest                   |
| 10    | Денвер, Колорадо                  | 850,120   | Delta, Frontier, Southwest, United           |

| Місце | Аеропорт                                  | Пасажири | Перевізники                             |
| ----- | ----------------------------------------- | -------- | --------------------------------------- |
| 1     | Амстердам, Нідерланди                     | 777,538  | Delta, KLM                              |
| 2     | Париж, Франція                            | 761,191  | Air France, Delta                       |
| 3     | Канкун, Мексика                           | 715,718  | Delta, Aeromexico                       |
| 4     | Лондон-Хітроу, Велика Британія            | 644,081  | British Airways, Delta, Virgin Atlantic |
| 5     | Торонто-Пірсон, Канада                    | 547,882  | Air Canada, Delta                       |
| 6     | Мехіко, Мексика                           | 439,391  | Delta, Aeromexico                       |
| 7     | Пунта Кана, Домініканська Республіка      | 389,304  | Delta, Southwest                        |
| 8     | Монтего-Бей, Ямайка                       | 356,408  | Delta                                   |
| 9     | Нассау, Багами                            | 317,594  | Delta                                   |
| 10    | Франкфурт, Німеччина                      | 291,450  | Delta, Lufthansa                        |
| 11    | Сан-Хосе, Коста-Ріка                      | 249,199  | Delta                                   |
| 12    | Рим-Ф'юмічіно, Італія                     | 212,367  | Delta                                   |
| 13    | Монреаль, Канада                          | 201,274  | Delta                                   |
| 14    | Токіо-Нарита, Японія                      | 199,167  | Delta                                   |
| 15    | Гватемала, Гватемала                      | 185,895  | Delta                                   |
| 16    | Йоганнесбург-О. Р. Тамбо, Південна Африка | 181,846  | Delta                                   |
| 17    | Сеул-Інчхон, Південна Корея               | 178,106  | Korean Air                              |
| 18    | Сан-Паулу-Гуарульюс, Бразилія             | 173,902  | Delta                                   |
| 19    | Ліма, Перу                                | 166,309  | Delta                                   |
| 20    | Буенос-Айрес-Есейса, Аргентина            | 160,342  | Delta                                   |
| 21    | Богота, Колумбія                          | 147,377  | Delta                                   |
| 22    | Манчестер, Велика Британія                | 130,007  | Virgin Atlantic, Delta                  |

### Частка авіакомпанії на ринку
| Місце | Авіакомпанія       | Пасажири   |        |
| ----- | ------------------ | ---------- | ------ |
| 1     | Delta Air Lines    | 64,997,000 | 72.56% |
| 2     | Southwest Airlines | 9,912,000  | 11.07% |
| 3     | American Airlines  | 2,498,000  | 2.79%  |
| 4     | ExpressJet         | 2,252,000  | 2.51%  |
| 5     | Endeavor Air       | 2,145,000  | 2.39%  |

### Річний трафік
|                                                           | Пасажири    | Зміни з минулого року | Кількість рейсів | Тоннаж вантажу |
| --------------------------------------------------------- | ----------- | --------------------- | ---------------- | -------------- |
| 2000                                                      | 78,092,940  | ▲ 2.77 %              | N/A              | 935,892        |
| 2001                                                      | 80,162,407  | ▲ 2.65 %              | 915,454          | 865,991        |
| 2002                                                      | 75,858,500  | ▼ 5.37 %              | 890,494          | 735,796        |
| 2003                                                      | 76,876,128  | ▲ 1.34 %              | 889,966          | 734,083        |
| 2004                                                      | 79,087,928  | ▲ 2.88 %              | 911,727          | 802,248        |
| 2005                                                      | 83,606,583  | ▲ 5.71 %              | 964,858          | 862,230        |
| 2006                                                      | 85,907,423  | ▲ 2.75 %              | 980,386          | 767,897        |
| 2007                                                      | 84,846,639  | ▼ 1.23 %              | 976,447          | 746,502        |
| 2008                                                      | 89,379,287  | ▲ 5.34 %              | 994,346          | 720,209        |
| 2009                                                      | 90,039,280  | ▲ 0.74 %              | 978,824          | 655,277        |
| 2010                                                      | 88,001,381  | ▼ 2.23 %              | 970,235          | 563,139        |
| 2011                                                      | 92,389,023  | ▲ 3.53 %              | 923,996          | 659,129        |
| 2012                                                      | 94,956,643  | ▲ 3.10 %              | 952,767          | 684,576        |
| 2013                                                      | 94,431,224  | ▼ 1.13 %              | 911,074          | 616,365        |
| 2014                                                      | 96,178,899  | ▲ 1.85 %              | 868,359          | 601,270        |
| 2015                                                      | 101,491,106 | ▲ 5.52 %              | 882,497          | 626,201        |
| 2016                                                      | 104,258,124 | ▲ 2.73%               | 898,356          | 648,595        |
| 2017                                                      | 103,902,992 | ▼ 0.26%               | 879,560          | 685,338        |
| Джерело: Hartsfield–Jackson Atlanta International Airport |             |                       |                  |                |